# Aeroporto de Dionísio Cerqueira
O Aeroporto de Dionísio Cerqueira é um aeroporto brasileiro que serve ao município de Dionísio Cerqueira, no estado de Santa Catarina. O aeroporto possui pista com cabeceiras direcionadas 01/19 com 1 380 metros de comprimento, toda asfaltada e sinalizada.